# Charilaos Karadžos
Charilaos Karadžos je režisér České televize pocházející z řeckého prostředí.

## Život
Karadžosovi rodiče pochází z Řecka, kde byli jeho otec a děd pastevci v horách na severu země. Po druhé světové válce vypukla v letech 1945 až 1949 řecká občanská válka. Karadžosova rodina utekla do Albánie, kde přebývala v uprchlických táborech. Po konci války se hranice mezi Albánií a Řeckem uzavřela a státy socialistického bloku se rozhodly si uprchlíky přerozdělit. Karadžosovi rodiče se proto nalodili do nákladní lodi, která je dopravila do Polska, odkud následně pokračovali vlakem do Československa, a sice do Mikulova, kde museli určitý čas strávit v karanténě, a následně byli rozmístěni do míst na československém území.
Charilaos vystudoval novinařinu a předpokládal, že se stane píšícím žurnalistou. Od třetího ročníku školy se specializoval na televizní zpravodajství. Roku 1978 nastoupil na zkušenou do Československé televize, v níž se věnoval zpracovávání příspěvků dodaných zahraničními reportéry, a přispíval rovněž do jejího pořadu Objektiv. Posléze jednotlivé díly začal i režírovat, přičemž první z nich se vysílal poslední den roku 1989. Po sametové revoluci jej oslovila Redakce sportu. Nejprve pro ni připravoval třicetisekundové příspěvky, od kterých se postupně vypracoval až k režírování přímých přenosů. Prvním, jenž režíroval, byly roku 1996 závody Světového poháru v severské kombinaci, které se uskutečnily v Liberci.

## Dílo
Vedle režírování Objektivu a sportovních přenosů připravil Karadžos rovněž dokument Hokej v srdci – Srdce v hokeji.